# 残夢 (アルバム)
『残夢』（ざんむ）は、日本の歌い手・Adoが2024年7月10日にVirgin Musicから発売した2枚目のオリジナルアルバム。

## 概要
オリジナルとしては前作『狂言』より2年ぶりとなるフルアルバム。前作以降に配信リリースされた楽曲が全て収録されている事から、シングル曲及びタイアップ曲が共にAdoの作品の中では最多となっている。なお「Adoの歌ってみたアルバム」「ウタの歌 ONE PIECE FILM RED」に収録されている曲や、YouTubeで公開されていた「Hello Signals」「きっとコースター」は未収録となっている。#12「ルル」はトラックリストが発表された当初は「？？」表記であり、ドラマタイアップ情報が解禁されるとともに収録が発表された。
限定盤に同梱されるDVD/Blu-rayには、ワールドツアーであるWishツアーのロサンゼルス公演の映像が収録される。

## 収録曲
| #         | タイトル                 | 作詞             | 作曲             | 編曲                 | 時間  |
| --------- | ------------------------ | ---------------- | ---------------- | -------------------- | ----- |
| 1.        | 「抜け空」               | 牛肉             | 雄之助           | 雄之助               | 3:08  |
| 2.        | 「行方知れず」           | 椎名林檎         | 椎名林檎         | 椎名林檎             | 3:13  |
| 3.        | 「DIGNITY」              | 稲葉浩志         | 松本孝弘         | 亀田誠治             | 4:12  |
| 4.        | 「ショコラカタブラ」     | かめりあ         | TAKU INOUE       | TAKU INOUE           | 3:04  |
| 5.        | 「クラクラ」             | Meiyo            | Meiyo            | 菅野よう子×SEATBELTS | 3:11  |
| 6.        | 「アタシは問題作」       | ピノキオピー     | ピノキオピー     | ピノキオピー         | 3:14  |
| 7.        | 「リベリオン」           | Chinozo          | Chinozo          | Chinozo              | 2:58  |
| 8.        | 「オールナイトレディオ」 | Mitchie M        | Mitchie M        | Mitchie M            | 3:32  |
| 9.        | 「向日葵」               | みゆはん         | みゆはん         | 40mP                 | 4:19  |
| 10.       | 「永遠のあくる日」       | てにをは         | てにをは         | てにをは             | 4:06  |
| 11.       | 「MIRROR」               | なとり           | なとり           | なとり               | 3:00  |
| 12.       | 「ルル」                 | MARETU           | MARETU           | MARETU               | 3:17  |
| 13.       | 「唱」                   | TOPHAMHAT-KYO    | Giga & TeddyLoid | Giga & TeddyLoid     | 3:12  |
| 14.       | 「いばら」               | Vaundy           | Vaundy           | Vaundy               | 4:22  |
| 15.       | 「Value」                | ポリスピカデリー | ポリスピカデリー | ポリスピカデリー     | 3:04  |
| 16.       | 「0」                    | 椎乃味醂         | 椎乃味醂         | 椎乃味醂             | 3:00  |
| 合計時間: | 合計時間:                | 合計時間:        | 合計時間:        | 合計時間:            | 54:52 |

LPレコード盤は、CDの#1 - 4が1枚目のA面、#5 - 8が1枚目のB面、#9 - 12が2枚目のA面、#13 - 16が2枚目のB面に収録。

## 演奏
- 牛肉：Lyrics (#1)
- 雄之助：Music & Arrangement (#1)
- vis：Mixing Engineer (#1.8)
- 椎名林檎：Lyrics, Music, Arrangement (#2)
- 名越由貴夫：Guitar (#2)
- 伊澤一葉 (東京事変, the HIATUS)：Keyboards (#2)
- 鳥越啓介：Bass (#2)
- 松下敦：Drums (#2)
- 井上うに：Recording & Mixing Engineer (#2)
- 稲葉浩志 (B'z)：Lyrics (#3)
- 松本孝弘 (B'z)：Music, Guitar (#3)
- 亀田誠治：Arrangement, Bass (#3)
- 山木秀夫：Drums (#3)
- 斎藤有太：Piano (#3)
- 小林廣行：Recording & Mixing Engineer (#3)
- 今野均：Strings (#3)
- かめりあ：Lyrics (#4)
- 井上拓：Music, Arrangement (#4)
- 浦本雅史：Mixing Engineer (#4)
- meiyo：Lyrics, Music (#5)
- 菅野よう子×SEATBELTS：Arrangement (#5)
- 佐野康夫：Drums (#5)
- 山口寛雄：Bass (#5)
- 高慶卓史：Guitars (#5)
- 西村浩二、奥村晶：Trumpet (#5)
- 村田陽一、鳥塚心輔：Trombone (#5)
- 本田雅人：Alto Sax (#5)
- アンディ・ウルフ：Tenor Sax (#5)
- 薮原正史：Recording Engineer (#5)
- Tom Manning：Mixing Engineer (#5)
- Matt Colton：Mastering Engineer (#5)
- ピノキオピー：Lyrics, Music, Arrangement (#6)
- Naoki Itai：Mixing Engineer (#6.7.9.10.11.15.16)
- Chinozo：Lyrics, Music, Arrangement (#7)
- Mitchie M：Lyrics, Music, Arrangement (#8)
- みゆはん：Lyrics, Music (#9)
- 40mP：Arrangement, All Other Instruments & Programming (#9)
- [TEST]：Guitar (#9)
- Kei Nakamura：Bass (#9)
- 裕木レオン：Drums (#9)
- 事務員G：Keyboards (#9)
- 真部裕ストリングス：Strings (#9)
- てにをは：Lyrics, Music, Arrangement (#10)
- 西村奈央：Piano Arrange (#10)
- なとり：Lyrics, Music, Arrangement, Drum Programming (#11)
- 西月麗音：Bass (#11)
- 春野：Drum Programming (#11)
- MARETU： Music, Arrangement, Mix (#12)
- TOPHAMHA-KYO：Lyrics (#13)
- Giga (REOL), TeddyLoid：Lyrics, Music, Arrangement (#13)
- Vaundy：Lyrics, Music, Arrangement (#14)
- TAIKING (Suchmos)：Guitars (#14)
- Merlyn Kelly：Bass (#14)
- BOBO：Drums (#14)
- Norikatsu Terauchi：Recording & Mixing Engineer (#14)
- ポリスピカデリー：Lyrics, Music, Arrangement (#15)
- 椎乃味醂：Lyrics, Music, Arrangement (#16)

## タイアップ
行方知れず
映画『カラダ探し』主題歌
DIGNITY
映画『沈黙の艦隊』主題歌
ショコラカタブラ
「ロッテチョコレート」60周年記念CMソング 
クラクラ
テレビ東京系テレビアニメ『SPY×FAMILY』Season2オープニングテーマ
リベリオン
映画『カラダ探し』挿入歌
オールナイトレディオ
舞台『あの夜であえたら』主題歌
向日葵
TBS系火曜ドラマ『18/40〜ふたりなら夢も恋も〜』主題歌
ルル
フジテレビ系金9ドラマ『ビリオン×スクール』主題歌
唱
ユニバーサル・スタジオ・ジャパン「ハロウィーン・ホラー・ナイト」コラボ楽曲・『ユニハロ』CMソング
いばら
フジテレビ系『めざましテレビ』テーマソング

## リリース形態
| 地域 | リリース日    | 形態                                                              | バージョン | ラベル                             |
| ---- | ------------- | ----------------------------------------------------------------- | ---------- | ---------------------------------- |
| 世界 | 2024年7月10日 | - デジタルダウンロード - ストリーミング                           | 通常盤     | Virgin Music,UNIVERSAL MUSIC       |
| 日本 | 2024年7月10日 | - CD - トレーディングカード                                       | 通常盤     | Virgin Music,UNIVERSAL MUSIC JAPAN |
| 日本 | 2024年7月10日 | - CD - DVD - BOOK - ハードカバーケース - トレーディングカード     | 限定盤     | Virgin Music,UNIVERSAL MUSIC JAPAN |
| 日本 | 2024年7月10日 | - CD - Blu-ray - BOOK - ハードカバーケース - トレーディングカード | 限定盤     | Virgin Music,UNIVERSAL MUSIC JAPAN |
| 日本 | 2024年7月10日 | - CD - ゆらゆらきらきらチャーム - トレーディングカード            | 限定盤     | Virgin Music,UNIVERSAL MUSIC JAPAN |
| 日本 | 2024年7月10日 | - CD - ラバーコースター - トレーディングカード                    | 限定盤     | Virgin Music,UNIVERSAL MUSIC JAPAN |
| 日本 | 2024年7月10日 | - CD - Blu-ray - BIGアクリルスタンド - BOOK - ハードカバーケース  | 通販限定盤 | Virgin Music,UNIVERSAL MUSIC JAPAN |